# أراليا سوداء الثمار
أراليا سوداء الثمار (الاسم العلمي:Aralia melanocarpa) هي نوع من النباتات تتبع جنس الأراليا من الفصيلة الأرالية.